# Chinees sociaalkredietsysteem
Het sociaal kredietsysteem is een in 2014 aangekondigd, en in 2022 herzien plan van de Chinese regering dat zij in 2020 wilde invoeren. Het plan houdt in dat alle Chinese burgers een bepaalde score krijgen op basis van hun gedrag. Op basis van deze score kunnen mensen op een zwarte lijst worden geplaatst en allerlei (voor)rechten verliezen, zoals de mogelijkheid geld te lenen of naar het buitenland te reizen, toegang tot sociale voorzieningen of de kans op een (goede) baan. Een andere mogelijkheid zou kunnen zijn dat iemands kinderen niet tot bepaalde scholen worden toegelaten.

## Achtergrond
In de woorden van de Chinese president Xi Jinping wordt het sociaal kredietsysteem ingevoerd om de "eerlijkheidscrisis" te bestrijden. In de Chinese media wordt het kredietsysteem voorgesteld als beperkt plan om vooral financiële kredietwaardigheid vast te stellen. In het algemeen hechten Chinezen minder aan privacy dan mensen in het Westen. Het denken in het "grote goed" staat in China meer voorop, in de zin van doen wat goed is voor de gemeenschap, in tegenstelling tot het westen waar meer de nadruk ligt op de belangen van het individu.

## Toepassing
Voor de score kan gebruik worden gemaakt van big data die afkomstig is uit tal van databases, zoals de gegevens van politie, financiële instellingen en internetbedrijven. Ook iemands uitlatingen op sociale media en de personen met wie iemand omgaat, kunnen invloed hebben op de score. Andere factoren waar tijdens lokale proeven naar gekeken wordt, zijn het gedrag van burgers in de openbare ruimte, bijvoorbeeld of iemand zijn hond aan een riem heeft of hoe vaak iemand door rood loopt. Dit kan vastgesteld worden door een van de – in 2019 naar schatting 170 miljoen – videocamera’s met gezichtsherkenning.
Via datamining kunnen providers een vrij compleet sociaal profiel opstellen door het combineren van locatie, gezondheids- en verzekeringsgegevens, chat- en mailactiviteiten, financiële situatie, deelname aan sociale media en games, domotica-statistieken, nieuwsbronnen, shopping-historiek en dating-gedrag. Het is echter niet helemaal duidelijk of en in hoeverre de overheid al deze data in kaart brengt. In 2018 waren het diverse regionale overheden in China die afzonderlijke systemen gebruikten; centraal bestonden alleen enkele "zwarte lijsten".
Naast het overheidssysteem bestaan ook commerciële kredietsystemen, onder meer Sesame Credit van de Alibaba Group. De Chinese overheid vraagt geregeld een aantal persoonsgegevens van het commerciële kredietsysteem op, maar de gegevens zouden niet systematisch en massaal gedeeld worden.

## Sociale consequenties
Officiële bronnen meldden dat op grond van het kredietsysteem in mei 2018 reeds 11,14 miljoen mensen werden belet een vlucht te boeken, en 4,25 miljoen mensen een sneltreinticket. In maart 2019 werden cijfers gemeld van 17 miljoen geweigerde vluchten, en meer dan 5 miljoen geweigerde treinritten. In vergelijking met de massale binnenlandse verplaatsingen, zeker rond het Chinees Nieuwjaar, zijn die cijfers relatief bescheiden.
Volgens mensenrechtenorganisatie Human Rights Watch zouden in 2018 in de noordwestelijke regio Xinjiang de eerste burgers opgepakt zijn nadat een uitgekiend softwaresysteem hen preventief had aangeduid als staatsgevaarlijk of niet aangepast aan de maatschappij. Anderzijds zouden ook 3,6 miljoen frauderende bedrijfjes op de zwarte lijst zijn terechtgekomen.

## Kritiek
Critici stellen dat de Chinese overheid het systeem zal gebruiken om met behulp van big data het gedrag van haar burgers verder te controleren. Zo is Human Rights Watch van mening dat het kredietsysteem "een grove schending vormt van het privéleven van burgers en de overheid toelaat willekeurig burgers op te sluiten". George Soros noemde op het World Economic Forum in 2019 de pogingen van China om de maatschappij te controleren met digitale technologie "een dodelijk gevaar voor de vrije wereld". De Chinees-Engelse hoogleraar Keyu Jin bevestigde het paternalistisch karakter van het systeem, maar zegt dat vele Chinezen de sociale kredietscore niet slecht vinden "zolang hij maar vrede en stabiliteit brengt en niet ingrijpt op het dagelijkse leven".

## Misvattingen
Er is sprake van een zekere mate van verkeerde berichtgeving en misvattingen in Westerse massamedia als gevolg van vertaalfouten, het verschil in woordgebruik, sensatiezucht, tegenstrijdige informatie en een gebrek aan uitgebreide analyse. Voorbeelden van dergelijke populaire misvattingen zijn de wijdverspreide misvatting dat Chinese burgers worden beloond en gestraft op basis van een numerieke score (sociale kredietscore) die door het systeem wordt toegekend, dat de beslissingen worden genomen door AI en dat het systeem voortdurend Chinese burgers in de gaten houdt. Volgens een andere nuancering zijn lokale overheden veel verder gegaan met “innovatieve” regelgeving, wat tot meer controverses en publieke weerstand heeft geleid, dan het landelijke sociale kredietsysteem, dat overigens nog lang niet is uitgerold. Ook wordt erop gewezen dat het systeem niet zozeer gewone burgers viseert, maar eerder zakenlui, bedrijfsleiders en leidinggevenden, en dan nog vooral vanuit financieel en regelgevend perspectief.

## Populaire cultuur
Een sociaal kredietsysteem was het onderwerp van enkele episodes in populaire tv-series: 
- Black Mirror (Nosedive) uit 2016
- Community, episode App Development and Condiments
- The Orville, episode Majority rule.
- Arcadia, uit 2023

Ook de roman La Zone du Dehors uit 1999 van de Franse sciencefictionschrijver Alain Damasio beschreef een streng sociaal scoresysteem op een denkbeeldige planeet. De Nederlandse cineast Ruben Terlou toonde in zijn documentairereeks Door het hart van China (2018) hoe het systeem met behulp van duizenden camera's in zijn werk gaat in de miljoenenstad Shenzhen. De Nederlandse schrijver Marloes Morshuis schreef het boek De schaduwen van Radovar waarin burgers via hun familiescore hogerop kunnen komen in de samenleving.